# Ayats
Ayats és la marca comercial de l'empresa familiar carrossera catalana Carrocerías Ayats SA. Fundada per Joan Ayats el 1905, l'empresa té la seu principal a Arbúcies, La Selva. Tenen una segona planta a Tona.

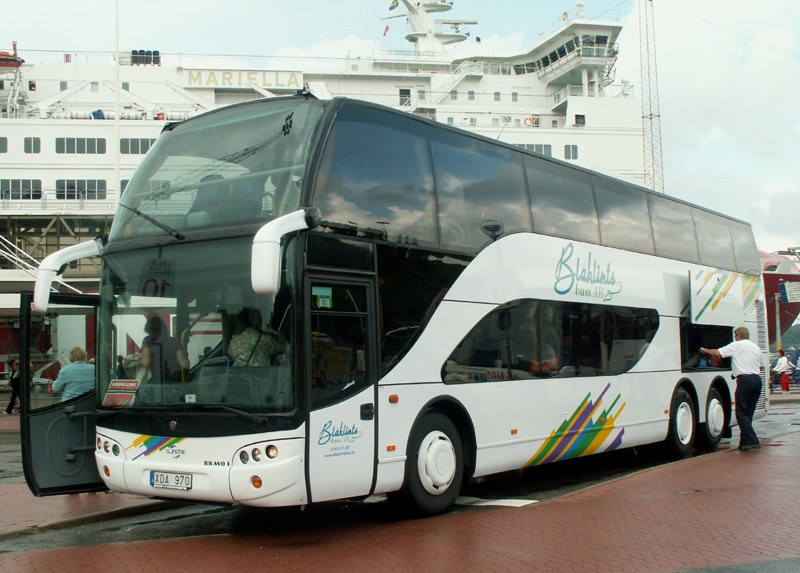
Un Ayats Bravo 1 amb xassís Scania

Ayats és una més de les nombroses empreses carrosseres amb seu a Arbúcies, població que en estar enmig d'una zona densament boscosa era molt adient per a aquesta mena d'indústria, a l'època en què les carrosseries es feien de fusta. Avui es fa servir més aviat alumini, ferro i fibra plàstica. A més d'Ayats, cal esmentar Indcar (la més antiga), Beulas, Noge i Boari i una dotzena de subcontractistes especialitzats. S'hi ha creat un clùster d'inovació i un centre de formació de carrossers mancomunat per set municipis propis, en resposta a la crisi de la demanda després de la crisi financera del 2007-2012.
Quan Joaquim Ayats, fill del fundador va morir el 1989, l'empresa va passar un temps turbulents per divergències entre els accionistes familiar. Aleshores Joan Vilà, que n'era treballador va continuar l'empresa. La directora actual n'és Carme Vilà. Fabrica carrosseries d'autobusos basats en xassissos d'altres marques com a la fabricació integral dels seus propis models. Els autobusos Ayats es venen arreu d'Europa.
Els Ayat Bravo s'han fet servir durant anys com a plataforma per a autobusos de doble pis especialitzats, incloent-hi els autobusos descoberts i els autobusos dormitori (emprats per bandes de música, equips esportius i similars). L'Ayats Bravo City fou el primer autobús de planta superior oberta i pis baix mai creat, introduït per l'operador internacional de turisme urbà City Sightseeing. Al principi dels anys 20 treballava en un model obert 100% elèctric, del qual un prototip va ser testat a Barcelona. La pandèmia de la covid va fer caure aquest mercat turístic. Va començar una reconversió i diversificació. La planta de Tona serà transformada per remodelar els trens dels Ferrocarrils de la Generalitat i fabricar-hi pales de pàdel. Aquest nova activitat és el resultat de la compra de la firma Karbon Design de Sant Fruitós de Bages. A més s'hi ha establert un taller per transformar autobusos dièsel en vehicles elèctrics.
El 2019, l'antic obrador Ayats a l'entrada del poble va ser transformada en espai cultural municipal «Naus Ayats».